# Rahovec (kommunhuvudort)
Rahovec (albanska: Rahovec med böjningsformen Rahoveci; serbiska: Ораховац, Orahovac) är en kommunhuvudort i Kosovo. Den ligger i den sydvästra delen av landet, 50 km sydväst om huvudstaden Pristina. Rahovec ligger 393 meter över havet och antalet invånare är 22 049.
Terrängen runt Rahovec är kuperad åt nordost, men åt sydväst är den platt. Runt Rahovec är det ganska tätbefolkat, med 222 invånare per kvadratkilometer. Närmaste större samhälle är Suva Reka, 14,7 km öster om Rahovec. Trakten runt Rahovec består till största delen av jordbruksmark.